# Shattered Glass
«Shattered Glass» — это песня американской певицы Бритни Спирс. Песня была написана Лукасом «Dr. Luke» Готтвальдом, Клодом Келли, Бенжамином «Бенни Бланко» Левином и продюсирована Dr. Luke и Бенни Бланко для шестого альбома Спирс Circus (2008). «Shattered Glass» — это быстротимичная поп песня с обработанным вокалом Спирс. Лирически песня очень эмоциональна, в ней Спирс поет о том, что она загнана в угол из-за славы.
Музыкальные критики разделились во мнении по поводу трека, некоторые отметили его поп-звучание и танцевальную музыку, в то время как другие посчитали её типичной и штампованной. Хотя песня никогда не была выпущена отдельно от Circus, она достигла многого в отдельных чартах Billboard, включая семидесятую строку в Billboard Hot 100, семьдесят пятую в Canadian Hot 100 и пятьдесят седьмую в Billboard Pop 100.

## Предпосылка и композиция
«Shattered Glass» — это быстроритмичная поп песня с гитарными риффами, слегка грубоватая и обработанная Авто-тюном в куплетах и мелодичным припевом. В результате электронной обработки вокала Спирс через авто-тюн, начали прослеживаться сходства с альбомом 2007 года Blackout, хотя Аланом Рэйблом из ABC News было отмечено, что в ней больше «живого материала», чем на всем остальном Circus. В песне есть элементы тин-попа, электронной музыки и танцевальной. Лирически песня состоит из различных эмоций: о флирте, предательстве, и чувстве заложничества и самоненависти по отношению к славе. Авторами и продюсерами песни стали Лукас «Dr. Luke» Готвальд, который также был продюсером на Femme Fatale и Бенжамин «Бенни Бланко» Левин в соавторстве с Клодом Келли. Бэк-вокал был исполнен Келли и Винди Вагнер.

## Отзывы критиков
Крис Уильям из Entertainment Weekly сказал: «Dr. Luke и Макс Мартин использовали свои манёвры на треке». Джон Парелес из The New York Times сказал, что в этой песне и в «Womanizer», главном сингле с альбома Circus, «была использована пульсирующая электро аранжировка для тин-попсовой истории о флирте и предательстве». PopMatters, однако, назвал песню частью «провального альбома» сказав, что «она продолжает в том же духе, как и в недоработанном „Womanizer“, но качество значительно пострадало». Джим Фарбер из Daily News сказал, что у песни «реально оттенок детскости» в то время, как Бен Норман из About.com назвал её «красивой быстроритмичной мелодией». Бен Каплан с «National Post» назвал песню «убийственным гитарным жестким диско».

## Участники записи
- Dr. Luke - автор песни , продюсер
- Клод Келли - автор песни, вокал
- Бенни Бланко - автор песни, продюсер
- Бритни Спирс - вокал и бэк-вокал
- Винди Вагнер - бэк-вокал

## Появление в чартах
Несмотря на то, что песня не вышла, как сингл, она попала во многие чарты Billboard. Благодаря цифровым скачиваниям с Circus, песня достигла пика на семидесятой строке в чарте Billboard Hot 100 15 декабря 2008, а потом выпала. «Shattered Glass» был на пятьдесят седьмой строке в Pop Songs и двадцать девятой в Hot Digital Songs. То же самое произошло и в Канаде, дебютировав на семьдесят пятой строке в Canadian Hot 100 и тридцать шестой в Hot Canadian Digital Singles на той же неделе.

## Чарты
| Чарт (2008)          | Наивысшая позиция |
| -------------------- | ----------------- |
| Canadian Hot 100     | 75                |
| UK Singles Chart     | 192               |
| US Billboard Hot 100 | 70                |
| US Pop 100           | 57                |